# Journal of Labor Economics
Journal of Labor Economics (JOLE) — спеціалізований економічний журнал (США); виходить з 1983 р. Видання є офіційним органом Товариства трудовий економіки.
У журналі публікуються роботи теоретичного та прикладного характеру, присвячені таким проблемам як попит та пропозиція трудових послуг, розподіл доходів, колективний договір, демографія та ринки праці.
До редакційної ради журналу входять нобелівські лауреати Г. Беккер та Дж. Хекмен.
Періодичність виходу — 4 номери на рік.